# 田中化学研究所
株式会社田中化学研究所（たなかかがくけんきゅうじょ 英: TANAKA CHEMICAL CORPORATION）は、福井県福井市に本社を置く化学メーカー。東京証券取引所スタンダード市場上場。リチウムイオン二次電池の正極材料を中心に、主に二次電池の正極材料を研究・開発・生産している。
住友化学の連結子会社。

## 沿革
- 1956年（昭和31年）12月 - 創業者の田中忠義が個人経営の「田中化学研究所」を設立し、マグライトの製造を開始。
- 1957年（昭和32年）12月 - 株式会社田中化学研究所を設立。本社を大阪府大阪市生野区に置く。兵庫県尼崎市の武庫川工場にて、フェライト用炭酸マンガンの生産を開始。
- 1960年（昭和35年）7月 - 芦屋工場にニッケル塩類の製造設備を設置。
- 1970年（昭和45年）8月 - コバルト塩類の生産を開始。
- 1972年（昭和47年）9月 - アルカリマンガン乾電池用材料の供給を開始。
- 1973年（昭和48年）12月 - 水酸化ニッケルの販売を開始。
- 1986年（昭和61年）8月 - ニッケル・カドミウム蓄電池用高密度水酸化ニッケルの生産を開始。
- 1988年（昭和63年）9月 - 福井臨海工業地帯（テクノポート福井）に福井工場を新設。芦屋工場を閉鎖。
- 1991年（平成3年）
  - 10月 - ニッケル・水素充電池用高密度水酸化ニッケルの生産を開始。
  - 11月 - 福井県福井市に本社を移転。
- 1994年（平成6年）9月 - 福井工場内に北第二工場及び北第一溶解工場を新設。
- 1995年（平成7年）
  - 5月 - 大阪市中央区に大阪支社を開設。
  - 8月 - リチウムイオン二次電池用酸化コバルトの生産を開始。
- 1996年（平成8年）
  - 4月 - 東京都千代田区に東京事務所開設。
  - 12月 - 福井県坂井市坂井町に物流センターを新設。
- 1997年（平成9年）5月 - 高容量型水酸化ニッケル（コバルトコート品）の生産を開始。
- 1999年（平成11年）
  - 7月 - 本社・福井工場においてISO 14001（環境マネジメントシステム）の認証を取得。
  - 12月 - 東京都千代田区に東京支社を開設。
- 2000年（平成12年）
  - 2月 - 日本証券業協会に株式を店頭登録。
  - 3月 - 福井工場内に北第三工場を新設。
  - 12月 - 福井本社棟を新設。
- 2001年（平成13年）
  - 3月 - 福井工場内に北第二溶解工場及び東工場を新設。
  - 7月 - 東京支社を港区新橋に移転。ニッケル乾電池用オキシ水酸化ニッケルを開発、生産を開始。
- 2002年（平成14年）10月 - 本社・福井工場・大阪支社においてISO 9001（品質マネジメントシステム）の認証を取得 。
- 2003年（平成15年）8月 - 三元系正極材料（リチウムイオン電池用ニッケル・マンガン・コバルト複合水酸化物）を開発、生産を開始。
- 2004年（平成16年）
  - 10月 - 福井工場隣接の土地・建物を取得。
  - 12月 - 日本証券業協会への店頭登録を取消し、東京証券取引所（新興企業市場/JASDAQ市場/コード番号4080/スタンダード市場）上場。
- 2006年（平成18年）
  - 1月 - 中国・上海市に上海事務所を開設。
  - 12月 - 東京支社を港区西新橋に移転。
- 2007年（平成19年）6月 - 武庫川工場を閉鎖。生産拠点を福井に集約。
- 2008年（平成20年）
  - 8月 - 第一稀元素化学工業株式会社と共同で燃料電池分野における新製品を発売。
  - 9月 - 福井工場隣接の土地・建物を取得。
  - 10月 - 上海事務所を移転。
- 2009年（平成21年）
  - 9月 - リチウム複合酸化物前駆体に関する米国での特許取得。
  - 11月 - 上海事務所を閉鎖。
- 2010年（平成22年）4月 - ジャスダック証券取引所と大阪証券取引所の合併に伴い、大阪証券取引所 JASDAQ市場に上場。
- 2011年（平成23年）
  - 2月 - 福井工場隣接の土地を取得。
  - 3月 - 福井工場内に新工場棟を建設。
  - 5月 - 株式会社日本政策投資銀行の環境格付けにおいて「環境への配慮に対する取組が先進的」との格付けを取得。
  - 10月 - 安価で高性能なリチウムイオン二次電池正極材料の開発に成功。
- 2012年（平成24年）1月 -「工場緑化を推進し工場内外の環境の向上に顕著な功績があった」として福井工場が日本緑化センター会長賞を受賞。「リチウム複合酸化物」に関する日本での特許取得。
- 2013年（平成25年）
  - 3月 - 住友化学株式会社と資本業務提携契約を締結。住友化学に対する第三者割当により新株式を発行。
  - 7月 - 東京証券取引所と大阪証券取引所の現物市場統合に伴い、東京証券取引所 JASDAQ市場に上場。
  - 10月 - 日本電気株式会社および積水化学工業株式会社、ならびに独立行政法人産業技術総合研究所と共同で、新規鉄マンガン系正極を使った次世代リチウムイオン電池を開発。新開発した次世代リチウムイオン電池技術の特長は、新規鉄マンガン系正極材料を開発、正極の大容量化を実現。鉄マンガン系正極の性能を引き出す負極および電解液を新たに開発。8Ah 級のラミネート型電池で高エネルギー密度を実証。
- 2014年（平成26年）12月 - 住友化学株式会社に対する第三者割当による新株式の発行。
- 2015年（平成27年）
  - 8月 - 住友化学株式会社と、従来品に比べて電池容量を最大で7割高められる次世代正極材を共同開発。
  - 11月 - 株式会社東京証券取引所よりJASDAQ市場を代表する企業群として位置づけられるJ-Stock Index の構成銘柄に選定。
- 2016年（平成28年）10月 - 住友化学に対する第三者割当により新株式を発行。住友化学の株式保有割合が50.10%となり、連結子会社となる。
- 2017年（平成29年）11月 - 福井市白方町の事業所内に主原料溶解設備の増強を発表。稼動開始は2018年8月を予定する。
- 2018年（平成30年）
  - 8月 - 福井市白方町の事業所内にリチウムイオン電池向け製品生産設備排水処理等インフラ設備の増強を発表。稼動開始は2019年7月を予定する。
  - 11月 - 需要増に対応するべく第三期投資として工場建屋及び製品生産設備の増強を決定。
- 2019年（令和元年）10月 - Northvolt（ノースボルト）社に対する前駆体製造技術支援契約及び前駆体販売契約締結。